# Begin (The Millennium)
Begin è il primo album in studio del gruppo musicale statunitense The Millennium, pubblicato nel 1968. All'epoca non riscosse il successo sperato e il gruppo (costituito da membri di vari gruppi pop di Los Angeles come Ballroom, Sagittarius e Music Machine) si sciolse ma col tempo l'album venne rivalutato e considerato poi uno dei capolavori del periodo.

## Storia
Curt Boettcher aveva conosciuto Gary Usher, produttore dei Beach Boys, nel 1966, e grazie a lui ottenne un contratto con la Columbia. Dopo aver pubblicato un primo singolo, "It's You", dopo pochi mesi venne pubblicato un album la cui produzione si rilevò particolarmente complessa tanto da divenire  l'album rock più costoso mai finanziato dalla Columbia Records.
Oltre ad adattare materiale registrato in precedenza, la band iniziò a registrare e scrivere la musica all'inizio del 1968 presso i Columbia Studios. Begin fu il secondo album a utilizzare la tecnologia di registrazione a sedici tracce dopo l'album Bookends di Simon & Garfunkel. Il gruppo scrisse canzoni in uno stile in seguito descritto come sunshine pop, uno stile influenzato dalla psichedelia con ricche armonie vocali e complesse orchestrazioni.
La registrazione fu completata nel luglio 1968.  Alcune canzoni dell'album come "5 AM", "I Just Want to Be Your Friend", "The Island", "Some Sunny Day" e "Karmic Dream Sequence no. 1" erano già state registrate dal precedente gruppo di Boettcher, The Ballroom, e la Columbia ne acquisì i diritti da Steve Clark come parte dell'acquisizione del contratto con Our Productions di Curt Boettcher.
I musicisti coinvolti nelle sessioni di registrazione furono nove, guidati da Boettcher che oltre a suonare la chitarra cantava alternandosi a Sandy Salisbury e Lee Mallroy. La produzione fu orchestrata da Boettcher Insieme a Keith Olsen con il primo che ideava le soluzioni sonore e l'altro che le rendeva possibili per mezzo di due registratori a otto piste connessi fra loro in modo da ottenerne uno da sedici piste. I brani erano caratterizzati da arrangiamenti particolarmente ricchi e complessi tanto che Boettcher si rifiutò di suonarli da vivo in un tour promozionale perché riteneva che fosse impossibile replicarne il sound dal vivo.
Nel 1990 l'album fu ripubblicato su compact disc con l'aggiunta di due tracce bonus ("Just About the Same" e "Blight") che erano registrazioni fatte dopo l'uscita di Begin per un singolo da 7" che la Columbia però rifiutò. Le riedizioni di Begin su etichette come Rev-Ola incoraggiarono gli ex membri della Millennium a contattare Joe Foster della Sonic Past Music consentendo loro di accedere alle demo originali del gruppo da ripubblicare nella compilation Pieces.

## Accoglienza
L'album ha ricevuto il plauso della critica alla sua uscita, ma non riuscì a classificarsi negli Stati Uniti e nel Regno Unito. Il gruppo quindi abbandonò prima di completare l'album successivo per il quale avevano già registrato delle canzoni. Mentre la musica pop degli anni '60 veniva rivalutata dalla nuova generazione di critici, Begin continuò a ricevere recensioni positive dopo che l'album fu ristampato negli anni '90, con AllMusic che lo trovò un "classico perduto in buona fede" e che era allo stesso livello degli "album più popolari dell'epoca", e Pitchfork lo dichiarò "probabilmente il più grande disco pop degli anni '60 prodotto a Los Angeles al di fuori dei Beach Boys".

## Tracce
1. Prelude
2. To Claudia On Thursday
3. I Just Want To Be Your Friend
4. 5 A.M.
5. I'm With You
6. The Island
7. Sing To Me
8. It's You
9. Some Sunny Day
10. It Won't Always Be The Same
11. The Know It All
12. Karmic Dream Sequence #1
13. There Is Nothing More To Say
14. Anthem (Begin)

## Formazione
- Lee Mallory: voce, chitarra
- Sandy Salisbury: voce
- Joey Stec: chitarra, voce
- Michael Fennelly: voce, chitarra
- Ron Edgar: batteria
- Curt Boettcher: voce
- Doug Rhodes: basso